# Bivacco Boarelli
Il bivacco Boarelli, conosciuto anche come bivacco delle Forciolline, si trova ai piedi della parete sud del Monviso, nei pressi dei laghi delle Forciolline, a una quota di circa 2820 m circa.
Di proprietà della comunità montana Valle Varaita, è stato inaugurato nel 2004. È dedicato ad Alessandra Boarelli, la prima donna a salire sul Monviso nel 1864.

## Storia
Il luogo su cui attualmente sorge il bivacco fu utilizzato da Quintino Sella e dagli uomini della sua spedizione, la sera dell'11 agosto 1863, per il pernottamento prima dell'ascensione finale al Monviso (allora non era ancora stato costruito il bivacco ma c'erano solo un paio di tende).

## Caratteristiche e informazioni
Dispone di 12 posti letto, ed è sempre aperto. Lo spazio all'interno della costruzione è  diviso in tre sezioni.
- Nella prima sezione, cui si accede dall'ingresso frontale, si trovano due tavoli ribaltabili con sgabelli e due cuccette.
- Nella seconda sezione si trovano 10 cuccette (5 a sinistra del corridoio centrale, 5 a destra), disposte su due piani.
- Nella terza sezione, cui si può accedere dalla porta sul retro, vi sono i locali tecnici (wc chimico, deposito batterie, raccolta rifiuti).

Il bivacco è dotato di impianto elettrico a pannelli solari, che alimentano anche una radio di emergenza collegata con il 118.
Frontalmente, vi sono dei pannelli vetrati che creano una camera di "accumulo termico" con la quale viene riscaldato l'interno.

## Accesso
L'accesso avviene normalmente partendo da Castello, frazione di Pontechianale. Si sale con il sentiero che conduce al rifugio Vallanta. Circa a quota 2000 m si abbandona il sentiero principale e si percorre il vallone delle Forciolline seguendo il sentiero Ezio Nicoli.

## Ascensioni
Costituisce un utile punto di appoggio per chi vuole salire al Monviso seguendo la "via storica" da Castello, o per chi voglia salire al Viso di Vallanta.

## Traversate
- ai rifugi Vallanta e Gagliardone
- ai rifugi Quintino Sella e Alpetto attraverso il passo delle Sagnette
- al bivacco Berardo